# Gregory Watts
Gregory Watts (sinh ngày 26 tháng 4 năm 1967) là một cựu cầu thủ bóng đá Quần đảo Turks và Caicos. Ông từng thi đấu ở vị trí hậu vệ. Năm 2000, ông có 2 lần ra sân cho Đội tuyển bóng đá quốc gia Quần đảo Turks và Caicos.